# کیونا (واشینگتن)
کیونا (به انگلیسی: Kiona) یک منطقهٔ مسکونی در ایالات متحده آمریکا است که در شهرستان بنتون، واشینگتن واقع شده‌است.